# Easton (Connecticut)
Easton è un comune di 7.488 abitanti degli Stati Uniti d'America, situato nella Contea di Fairfield nello Stato del Connecticut.